# Dennō Senshi Porygon
"Dennō Senshi Porygon" (japanska: でんのうせんしポリゴン Hepburn: Dennō Senshi Porigon?, bokstavligen "Datorkrigaren Porygon") är avsnitt 38 av den första säsongen av animen Pokémon. Avsnittet har enbart visats en gång på TV och det var den 16 december 1997 i Japan. Det sändes då på 37 TV-kanaler vid klockan 18.30 lokal tid och sågs i uppskattningsvis 26,9 miljoner hushåll. "Dennō Senshi Porygon" regisserades av Kiyotaka Itani, skrevs av Junki Takegami och gästskådespelare var Ayako Shiraishi som syster Joy och Bin Shimada som Dr. Akihabara.
I avsnittet uppsöker Ash, Misty, Brock och Pikachu Pokémoncentret i Matcha City, där de får reda på att överföringsmaskinen för Pokémon inte fungerar som den ska. Dr. Akihabara, som skapat maskinen, kommer fram till att detta beror på ett datorvirus. Han förklarar att Team Rocket ligger bakom det hela och skickar in Ash, Misty, Brock och Pikachu i den digitala världen för att stoppa dem. Väl där får de hjälp av Porygon att lokalisera och strida mot Team Rocket. Dock har syster Joy på Pokémoncentret tagit in en datatekniker som skickat in ett vaccin i den digitala världen. Detta vaccin börjar attackera människorna i den digitala världen, men de kommer oskadda därifrån och problemet med överföringsmaskinen löser sig till slut. 
"Dennō Senshi Porygon" är ett ökänt avsnitt av Pokémon eftersom det framkallade epileptiska anfall och konvulsioner hos ett antal av tittarna; en incident som benämns "Pokémonchocken" (ポケモンショック) i Japan. 685 personer fick föras till sjukhus i ambulans på grund av blinkande ljuseffekter i avsnittet och två av dessa personer fick stanna kvar på sjukhus i över två veckor. TV Tokyo, som hade sänt avsnittet, gick ut med en offentlig ursäkt dagen efter "Dennō Senshi Porygon" hade sänts och tillsammans med den japanska regeringen bannlyste de avsnittet. Animen gjorde ett tidigare oplanerat uppehåll i fyra månader innan den fortsatte att sändas igen den 16 april 1998 i Japan.

## Handling
Ash, Misty, Brock och Pikachu är i Matcha City när de tvingas uppsöka närmaste Pokémoncenter för att Pikachu känner sig trött. Väl där märker de att syster Joy har problem med att en överföringsmaskin för Pokémon inte fungerar som den ska. Hon tar hjälp av Dr. Akihabara, som skapat maskinen, och han och Brock kommer fram till att problemet kan bero på ett datorvirus. Dr. Akihabara berättar om ett vaccin som skulle kunna få bort viruset, men han stormar av en okänd anledning ut ur Pokémoncentret kort därefter. Ash, Misty, Brock och Pikachu går hem till Dr. Akihabara och får där reda på att det är Team Rocket som har tagit sig in i överföringsmaskinen och att de förhindrar att den fungerar korrekt. Dr. Akihabara tvingar sedan Ash, Misty, Brock och Pikachu att följa efter Team Rocket in i den digitala världen för att stoppa dem.
Väl inne i den digitala världen får de hjälp av Porygon att lokalisera Team Rocket. Porygon hjälper även till att strida mot Team Rocket, men de väljer att använda sig av en annan prototyp av Porygon, kallad Porygon Zero, för att delta i striden. Under tiden de två Porygon strider mot varandra löser Ash, Misty, Brock och Pikachu problemet med överföringsmaskinen. Dock har syster Joy på Pokémoncentret tagit in en datatekniker som har skickat in ett vaccin i den digitala världen. Detta vaccin tror att det är människorna inuti den digitala världen som är viruset det ska ta hand om och det börjar attackera Ash, Misty, Brock och Pikachu samt Team Rocket, som alla färdas på Porygons rygg. Vaccinet skjuter iväg missiler mot Porygon, men Pikachu använder sig av en åskstötsattack för att stoppa dessa. Nästa omgång missiler träffar den portal som Porygon precis färdas igenom, för att ta sig ut ur den digitala världen, och explosionen som följer förstör Dr. Akihabaras hus.
Medan Dr. Akihabara sörjer sitt förstörda hus tackar Team Rocket på ett illvilligt sätt för hjälpen innan de beger sig av. Ash, Misty, Brock och Pikachu går tillbaka till Pokémoncentret, där överföringsmaskinen fungerar som vanligt igen. Syster Joy är glad över detta, men är ovetande om att Ash, Misty, Brock och Pikachu hjälpte till inifrån den digitala världen och de bestämmer sig för att inte berätta för henne om detta.

## Mottagande och incident

Ett exempel på de blinkande röda och blåa ljuseffekterna som orsakade incidenten (notera att hastigheten här är nedsänkt jämfört med den som visades i avsnittet).

"Dennō Senshi Porygon" sändes i Japan tisdagen den 16 december 1997 vid klockan 18.30 lokal tid (10.30 CET). Avsnittet, som sändes på 37 TV-kanaler, hade det högsta tittarantalet vid tidpunkten och sågs i uppskattningsvis 26,9 miljoner hushåll.
Cirka tjugo minuter in i avsnittet använder Pikachu sig av en åskstötsattack för att stoppa några missiler som var på väg mot Porygon och resultatet av denna attack var en explosion under vilken rött och blått ljus blinkade i snabb takt. Tidigare under avsnittets gång hade liknande ljuseffekter synts, men det var tack vare användandet av animeringseffekterna kallade "paka-paka" och "flash" som just denna scen blev mycket mer intensiv än de tidigare scenerna; effekterna kan liknas vid ett extremt ljust stroboskop med blinkningar upp mot 12 Hz under ungefär 5 sekunder. Flera tittare upplevde vid detta tillfälle dimsyn, huvudvärk, yrsel och illamående; andra drabbades av epileptiska anfall, tillfällig blindhet, konvulsioner och medvetslöshet. Japanska Fire and Disaster Management Agency (総務省消防庁) rapporterade att totalt 685 personer (375 flickor och 310 pojkar) togs till sjukhus via ambulans som följd av ljuseffekterna. Flera av dessa återhämtade sig under ambulansfärden, men över 150 av dem togs in på sjukhus; två av personerna fick stanna kvar på sjukhus i över två veckor. Enbart en bråkdel av de 685 drabbade diagnostiserades med att lida av ljuskänslig epilepsi. När delar av "Dennō Senshi Porygon" senare visades upp under nyhetssändningar som berörde incidenten drabbades ytterligare några personer av epileptiska anfall.
Senare undersökningar visade på att 5–10 % av tittarna fick mildare symptom som inte krävde någon behandling. 12 000 barn som inte behövde någon sjukvård uppvisade någon sorts sjukdomstillstånd; dock antogs detta vara mer likt masshysteri snarare än epileptiska anfall. I en studie följdes 103 av de drabbade personerna under tre år efter händelsen och resultatet visade på att 70 av dem (det vill säga 68 %) inte hade några fler epileptiska anfall under studiens gång. Forskare tror att det blinkande ljuset kan orsaka ljuskänslig epilepsi och där visuell stimulus, såsom blinkande ljus, kan bidraga till ett förändrat medvetandetillstånd. Fastän det bara är 1 av 4 000 människor som är mottaglig för denna typ av epileptiska anfall saknar antalet drabbade personer av ljuseffekterna i "Dennō Senshi Porygon" motstycke.

### Den amerikanska versionen
Alfred R. Kahn, den dåvarande VD:n för 4Kids Entertainment, utannonserade den 1 januari 1998 att en engelsk dubbning av Pokémon skulle börja sändas i USA. Detta upprörde flera föräldrar i USA eftersom de var måna om sina barns välmående, men Kahn svarade att "vi är säkra på att det inte blir något problem [...] Vi har tagit problemet på allvar och löst det." I en artikel i USA Today försäkrades föräldrar i USA att "amerikanska barn sannolikt inte kommer att drabbas av epileptiska anfall orsakade av tecknade serier på TV" eftersom TV-kanaler i USA "inte visar japanska tecknade serier, så kallad anime", vilket inte längre stämmer eftersom anime har blivit mer allmänt förekommande även utanför Japan. Både Maddie Blaustein, den amerikanska röstskådespelerskan bakom Meowth, och Eric Stuart, den amerikanska röstskådespelaren bakom Brock och James, har hävdat att 4Kids Entertainment gjorde en engelsk dubbning av "Dennō Senshi Porygon" medan Veronica Taylor, den amerikanska röstskådespelerskan bakom Ash, har sagt i en intervju att någon sådan dubbning aldrig har gjorts och aldrig kommer att göras. Avsnittet har aldrig sänts utanför Japan på grund av att Japans regering och TV Tokyo har bannlyst det. Pokémon började sändas i USA den 8 september 1998.

## Eftermäle
Denna incident, som i Japan kallas för "Pokémonchocken" (ポケモンショック), var inte den första av sitt slag i landet. Tidigare under samma år, den 29 mars 1997, hade avsnittet "The Mysterious Father" (まぼろしのオヤジ) av animen YAT Anshin! Uchū Ryokō orsakat en liknande incident, dock inte i samma utsträckning. I detta avsnitt visades snabbt blinkande röda och vita ljuseffekter, vilket ledde till att fyra personer fick föras till sjukhus med ambulans.

TV Tokyo, som hade sänt "Dennō Senshi Porygon", gick den 17 december 1997 ut med en offentlig ursäkt och har efteråt (tillsammans med den japanska regeringen) valt att bannlysa avsnittet.

Nyheten om incidenten med "Dennō Senshi Porygon" spreds som en löpeld över Japan. Dagen efter sändningen gick TV Tokyo, som hade sänt avsnittet, ut med en offentlig ursäkt och de lade animen på is för att kunna undersöka orsaken till incidenten. Poliser från Atagos polisstation fick order av japanska National Police Agency (警察庁) att ifrågasätta Pokémons producenter om innehållet i animen och dess produktionsprocess. Den japanska regeringen höll ett akutmöte, i vilket orsakerna till incidenten diskuterades med flera experter och information samlades även in från de olika sjukhusen. Videoband med Pokémon plockades bort från uthyrningshyllorna i videobutiker över hela Japan. Reaktionerna var även snabba på Tokyobörsen, där Nintendos aktie rasade med ¥400 (nästan 5 %) ned till ¥12 200 morgonen efter att avsnittet hade sänts; Nintendo är det företag som producerar datorspelen på vilka animen är baserad. Nintendos dåvarande VD, Hiroshi Yamauchi, sade vid en presskonferens den 17 december 1997 att Nintendo inte borde hållas ansvarig för incidenten eftersom originalspelen i Pokémon-spelserien för Game Boy var svartvita.
Den 19 september 2020 skrev det officiella Twitter-kontot för Pokémon att "Porygon inte hade gjort något fel", vilket var en referens till incidenten med "Dennō Senshi Porygon" och det faktum att det var Pikachus åskstötsattack som orsakade explosionen i avsnittet. Tweeten togs bort kort efter att den hade publicerats.

### Sändningsuppehåll och programändringar
Efter incidenten gjorde animen ett tidigare oplanerat uppehåll i fyra månader. Tre avsnitt som tidigare skulle sänts veckorna efter "Dennō Senshi Porygon" var "Jynx räddar julen" (ルージュラのクリスマス), "Snöstormen" (イワークでビバーク) och ett speciellt nyårsavsnitt, men på grund av uppehållet valdes de två första avsnitten bort och sändes först den 5 oktober 1998 i Japan; "Jynx räddar julen" skapade även kontroverser eftersom Jynx, en Pokémon som anklagats för att ha ett blackface, var närvarande i avsnittet. Det tredje avsnittet, som enbart är känt med den japanska titeln 大晦日だよ！　ポケットモンスターアンコール, sändes aldrig. Istället valdes "Pikachus farväl" (ピカチュウのもり) som avsnitt nummer 39 och det sändes den 16 april 1998 i Japan. Animen började sändas på torsdagar istället för tisdagar i Japan. Även titelsekvensen "Aim to Be a Pokémon Master" (めざせポケモンマスター) ändrades om: tidigare visades Pokémon individuellt mot en svart bakgrund, men efter "Dennō Senshi Porygon" visades de i fortsättningen i grupper om fyra. Innan sändningarna av Pokémon återupptogs den 16 april 1998 i Japan visades ett speciellt inslag kallat "Problem Inspection Report on Pocket Monster Animated Series" (アニメ ポケットモンスター問題検証報告). I detta inslag syns programledaren Miyuki Yadama när hon först ber om ursäkt för incidenten, för att sedan förklara hur den kunde uppstå och vad som har gjorts för att försäkra att det aldrig händer igen och slutligen läser hon upp några av de beundrarbrev som har kommit in.
Flera japanska TV-bolag och medicinska tjänstemän samlades för att komma överens om hur de skulle kunna förhindra att en liknande incident någonsin ägde rum igen. De kom fram till ett antal riktlinjer som de rekommenderade att producenter av animerade serier skulle följa, däribland:
- Bilder, speciellt de som är röda, ska inte blinka snabbare än tre gånger i sekunden. Är bilden en annan färg än röd ska den inte blinka snabbare än fem gånger i sekunden.
- Blinkande bilder ska inte visas under en längre tid än två sekunder i taget.
- Ränder, virvlar och koncentriska cirklar ska inte täcka en större del av skärmen.

För att förhindra liknande incidenter valde både den japanska regeringen och TV Tokyo att bannlysa "Dennō Senshi Porygon" och avsnittet har aldrig visats igen, vare sig i eller utanför Japan. Detta var det tredje avsnittet av Pokémon att inte sändas utanför Japan. Avsnittet "Beauty and the Beach" (アオプルコのきゅうじつ) visades först i Japan den 29 juli 1997, men 4Kids Entertainment valde att hoppa över detta avsnitt på grund av att den manliga seriefiguren James hade på sig ett par uppblåsbara bröst i några av scenerna. Dessa scener klipptes sedan bort och 4Kids Entertainment dubbade avsnittet till engelska och det sändes i USA den 24 juni 2000, då benämnt som "det förlorade avsnittet". Ett annat avsnitt som enbart har visats i Japan är "Miniryū no Densetsu" (ミニリュウのでんせつ), som sändes den 25 november 1997. Avsnittet dubbades till engelska av 4Kids Entertainment, men visades aldrig förmodligen på grund av de många scener i vilka seriefigurerna hotas med vapen. Producenterna för animen gjorde även ett aktivt val att inte ha med Porygon i några av de efterföljande avsnitten för att på så sätt få folk att glömma incidenten och undvika ytterligare psykologiska trauman. Porygons utvecklade form, Porygon2, är den enda Pokémon från den andra generationen av spelserien som inte varit med i animen och den fjärde generationens Porygon-Z har inte heller närvarat i Pokémon. En av animens manusförfattare, Masaaki Iwane, har sagt att det är möjligt, men inte sannolikt, att Porygon och dess utvecklade former kan komma att vara med i animen i framtiden. I animangan Pocket Monsters Film Comic, där animens avsnitt presenteras i serieformat, valde skaparna att hoppa över "Dennō Senshi Porygon" i volym 10; numreringen går från kapitel 37 till kapitel 39 utan att det ges någon officiell förklaring till varför.

### Kulturell och militär påverkan

Incidenten med "Dennō Senshi Porygon" parodierades i avsnittet "Thirty Minutes Over Tokyo" av Simpsons, som sändes den 16 maj 1999 i USA.

Incidenten med "Dennō Senshi Porygon" har parodierats ett antal gånger i andra medier. I avsnittet "Thirty Minutes Over Tokyo" av Simpsons, som sändes den 16 maj 1999 i USA, åker familjen Simpsons till Japan. Väl där tittar de på ett TV-program med namnet Battling Seizure Robots (戦闘ロボットシージャー), som ger dem epileptiska anfall. Enligt Mike Scully, en av manusförfattarna för Simpsons, mottog han och hans medarbetare flera arga brev från personer som var upprörda över denna scen. I avsnittet "Chinpokomon" av South Park, som sändes den 3 november 1999 i USA, blir rollfigurerna besatta av allt som berör Chinpokomon (vilket i sig är en parodi på Pokémon). I ett av de fiktiva TV-spelen som förekommer i avsnittet är det spelarens uppgift att attackera Pearl Harbor och under spelets gång får Kenny McCormick ett epileptiskt anfall och avlider. I pilotavsnittet "Hot Tub" av Drawn Together, som sändes den 27 oktober 2004 i USA, säger Ling-Ling (som är en parodi på Pikachu) att hans uppgift är att "förstöra allt och ge barn epileptiska anfall", vilket följs av en scen med snabbt blinkande ljus. "Dennō Senshi Porygon" nämns även i Scott Westerfelds roman So Yesterday från 2004. I romanen visas avsnittet för tre av rollfigurerna, varav en av dem får ett epileptiskt anfall av det. Incidenten med ljuseffekterna finns med i både 2004 och 2008 års upplagor av Guinness World Records: Gamer's Edition, där det har tagits in under rubriken "Flest ljuskänsliga epilepsianfall orsakade av ett TV-program".
Under 1998 övervägde USA:s armé att skapa ett icke-dödligt vapen som skulle använda sig av en elektromagnetisk puls för att på så sätt framkalla epileptiska anfall hos de personer som träffades av vapnet; detta var en idé de fick av att granska effekterna av "Dennō Senshi Porygon". Detta vapen skulle påverka en persons nervceller och synapser vilket, enligt National Ground Intelligence Center, skulle kunna göra hundra procent av befolkningen mottagliga för epileptiska anfall. Vapnet skulle kunna ha en räckvidd på flera hundratals meter och de personer som träffades skulle drabbas av epileptiska anfall som skulle kunna pågå i upp till fem minuter. Vapnet testades inte officiellt och planerna förverkligades aldrig.